# Hexacentrus mundus
Hexacentrus mundus är en insektsart som först beskrevs av Walker, F. 1869.  Hexacentrus mundus ingår i släktet Hexacentrus och familjen vårtbitare.

## Underarter
Arten delas in i följande underarter:
- H. m. mundus
- H. m. similis